# 莫利塞 (城市)
莫利塞（意大利语：Molise）是意大利莫利塞大区的一个镇，坐落在西北方向15公里。 2004年12月31日的统计，该镇人口为179，面积为5.2平方公里。 